# Haritalodes polycymalis
Haritalodes polycymalis is een vlinder uit de familie van de grasmotten (Crambidae). De wetenschappelijke naam van deze soort is voor het eerst gepubliceerd in 1912 door George Francis Hampson.

## Verspreiding
De soort komt voor in tropisch Afrika (waaronder ook Madagaskar).

## Waardplanten
De rups leeft op de volgende Malvaceae-soorten.
- Cola acuminata
- Cola diversifolia
- Cola nitida
- Dombeya sp.